# Berufskolleg des Rhein-Sieg-Kreises in Siegburg
Das Berufskolleg des Rhein-Sieg-Kreises in Siegburg ist eine berufsbildende Schule mit kaufmännischem Schwerpunkt. Die über 2000 Schüler verteilen sich auf neun Bildungsgänge. Sie werden von etwa 130 Lehrern unterrichtet.

## Bildungsgänge
Das Berufskolleg des Rhein-Sieg-Kreises in Siegburg bietet folgende Abschlüsse im Rahmen einer Vollzeitschule: Allgemeine Hochschulreife (Abitur), Fachhochschulreife (FHR), Fachoberschulreife (FOR) mit und ohne Qualifikation, Hauptschulabschluss nach Klasse 10.
Außerdem ist das Berufskolleg des Rhein-Sieg-Kreises in Siegburg mit seinen Berufsschul-Bildungsgängen Partner des Dualen Systems.

### Berufliches Gymnasium
Das Berufliche Gymnasium mit kaufmännischem Schwerpunkt stellt eine Alternative zum traditionellen Gymnasium bzw. zur Gesamtschule für den Erwerb der Allgemeinen Hochschulreife dar. Darüber hinaus erwerben die Schüler berufliche Kenntnisse im Bereich der Wirtschaftswissenschaften. Voraussetzung für den Besuch des Beruflichen Gymnasiums ist die Fachoberschulreife mit Qualifikationsvermerk. Neben dem Leistungskurs Betriebswirtschaftslehre mit Rechnungswesen wählt man einen weiteren Leistungskurs aus den Fächern Deutsch/Kommunikation, Mathematik und Englisch. Während der gesamten Zeit haben die Schüler des Berufskollegs des Rhein-Sieg-Kreises in Siegburg die Möglichkeit an zusätzlichen Unterricht teilzunehmen, z. B. an Arbeitsgemeinschaften in Textverarbeitung sowie AGs im Bereich moderner Medien.

### Höhere Handelsschule
Der Bildungsgang Höhere Handelsschule am Berufskolleg des Rhein-Sieg-Kreises in Siegburg ist eine zweijährige vollzeitschulische Höhere Berufsfachschule. Sie hat zum Ziel, die Schüler auf Ausbildungsberufe im Bereich „Wirtschaft und Verwaltung“ oder auf ein Fachhochschulstudium vorzubereiten. Am Berufskolleg des Rhein-Sieg-Kreises in Siegburg gibt es drei mögliche Schwerpunktprofile:
1. Finanzdienstleistung: Banken, Versicherungen, Immobilien;
2. Fit für Europa – fit für Internationale Unternehmen;
3. Unternehmensmanagement (Industrie & Handel).

Als vollzeitschulischer Bildungsgang nutzt das Berufskolleg des Rhein-Sieg-Kreises in Siegburg Kontakte zu Kooperationspartnern im Rhein-Sieg-Kreis und den eigenen Berufsschulbildungsgängen, um den Praxisbezug zu verstärken.

### Handelsschule
Die Handelsschule am Berufskolleg des Rhein-Sieg-Kreises in Siegburg ist eine einjährige Berufsfachschule. Dort vertiefen die Schüler ihre Allgemeinbildung und orientieren sich zusätzlich in der beruflichen Fachrichtung „Wirtschaft und Verwaltung“. Besondere Förderangebote unterstützen in den Fächern Deutsch, Englisch und Mathematik. Außerdem gibt es Hilfestellungen bei der Ausbildungsplatzsuche (Berufsorientierung). Die theoretische Ausbildung in der Schule wird durch ein Praktikum nach den Herbstferien ergänzt.

### Berufsschule
Für folgende Ausbildungsberufe bietet das Berufskolleg des Rhein-Sieg-Kreises in Siegburg Unterricht in der Berufsschule:
- Bankkaufmann/ - frau[5]
- Industriekaufmann/ -frau
- Kaufmann/ -frau für Büromanagement
- Kaufmann/ -frau im Einzelhandel
- Kaufmann/ - frau im Groß- und Außenhandel
- Verkäufer/Verkäuferin
- Kaufmann/ -frau im E-Commerce

#### Doppelqualifikation
Parallel zur dreijährigen Ausbildung besteht die Möglichkeit die Allgemeine Fachhochschulreife zu erwerben. Derzeit ist dies für die Ausbildungsberufe Kaufmann/ -frau für Büromanagement, Kaufmann/ -frau im Einzelhandel und Kaufmann/ - frau im Groß- und Außenhandel möglich.

#### Handelsfachwirt
In Zusammenarbeit mit der IHK Bonn Bonn/Rhein-Sieg ist es seit 2016 am Berufskolleg Siegburg für Kaufleute im Groß- und Außenhandel möglich, neben der dreijährigen Ausbildung den ersten Teil eines Praxisstudiums in der Berufsschule zu absolvieren. Dieses IHK-Praxisstudium im Handel ist im Deutschen Qualifikationsrahmen (DQR) auf Level 6 angesiedelt und entspricht damit in seinem Niveau einem Bachelor-Studium. Der Start erfolgt im 2. Ausbildungsjahr.

## Geschichte
Die Berufsbildende Schule Siegburg besteht in ihrer derzeitigen Form seit 1969. Ihre Entwicklung begann jedoch schon im Jahre 1854.
1854 wurde in Siegburg der „Katholische Gesellenverein“ gegründet. Ziel des Vereins war es, sich der Weiterbildung der volksschulentlassenen Jugendlichen anzunehmen. Unterrichtet wurde in den Fächern Religion, Deutsch, Mathematik, Zeichnen und Gesang; die Lehrer waren nebenamtlich tätig. Das Fortbildungswesen gewann mehr und mehr an Bedeutung;
1875 wurde schließlich in Siegburg eine Allgemeine Fortbildungsschule eröffnet. Hier umfasste der Unterricht die Fächer Lesen, Rechtschreiben, Aufsatz, Rechnen, Raumlehre, Naturgeschichte, Naturlehre, Geographie, Zeichnen und Geschichte. Unterrichtszeit war sonntags ab vier Uhr, dienstags und freitags ab acht Uhr abends.
1888 wurde aus der Allgemeinen Fortbildungsschule eine Städtische Gewerbliche Fortbildungsschule. Grundlage hierfür war das Bestreben der Handwerkerinnung, in Verbindung mit der städtischen Fortbildungsschule eine Handwerkerschule zu errichten. Diese Handwerkerschule sollte „eine Fachschule zur theoretischen Ausbildung von Handwerkern sein“.
1909 wurde auf Wunsch der Bäcker- und Konditorinnung eine Fachklasse für die Bäcker- und Konditorlehrlinge eingerichtet.
1914 bis 1916 wurde die Städtische Gewerbliche Fortbildungsschule wegen des Krieges geschlossen.
1920 wurde der Gewerblichen Fortbildungsschule Siegburg eine freiwillige Fortbildungsschule angegliedert. Aufgabe dieser Schulform war es, Kenntnisse in den Fächern Mathematik, Elektrotechnik, Maschinenkunde und Zeichnen zu vermitteln, die über den Rahmen der bisherigen Fortbildungsschule hinausgingen.
1921 kam zur gewerblichen eine kaufmännische Fortbildungsschule hinzu. Fortbildungsschulen hießen von nun an gemäß preußischer Gesetzgebung „Berufsschulen“.
1923 wurde die Berufsschulpflicht für alle nicht mehr volksschulpflichtigen Jugendlichen unter 18 eingeführt.
1924 wurde das Fach „Hauswirtschaft“ in das Lehrprogramm aufgenommen. Die Berufsschule Siegburg verfügte nunmehr über drei Abteilungen.
Hinzu kam die Einrichtung eines kaufmännischen Tageskurses, des sogenannten Zweijährigen Tageshandelslehrgangs. Dieser Tageskurs bildete den Grundstein für die spätere Handelsschule.
In den 1930er Jahren während der wirtschaftlichen Depression wurden für die Jugendlichen von 14 bis 18 Jahren sog. Erwerbslosenklassen eingerichtet. Auch für die erwerbslosen Jugendlichen von 18 bis 21 Jahren wurden in Verbindung mit dem Arbeitsamt entsprechende Kurse eingerichtet.
1935 wurde der zweijährige Tageshandelslehrgang offiziell als Zweijährige Handelsschule anerkannt.
1937 wurde eine Haushaltungsschule eröffnet, um die bereits existierende hauswirtschaftliche Ausbildung zu erweitern und zu vertiefen.
1938 wurden die ersten Bezirksfachklassen für Banklehrlinge,
1941 für Postjungboten und 1943 für Eisenbahnjunghandwerker eingerichtet.
1944 bis 1945 wurde der Unterricht wegen des Krieges eingestellt.
Am 15. November 1945 begann der Unterricht in der Handels- und Haushaltungsschule, am 4. Dezember 1945 in der Berufsschule.
Mit dem Anstieg der Schülerzahlen wurde es 1946 notwendig, einen Abiturientenlehrgang mit dem Lehrplan einer Höheren Handelsschule einzurichten.
1949 wurde der Berufsschule eine gartenbauliche Abteilung angegliedert.
1963 wurde mit dem Bau des neuen Berufsschulgebäudes begonnen, um endlich den steigenden Schülerzahlen entsprechen zu können, aber auch um eine räumliche Zusammenlegung der Klassen zu erlangen.
1997 wurde der Bildungsgang der Gymnasialen Oberstufe wieder ins Leben gerufen, so dass Schüler auch am Berufskolleg das Abitur ablegen können.
1999 änderte sich mit einer Änderung des Schulverwaltungsgesetz der Name der Berufsschule in „Berufskolleg des Rhein-Sieg-Kreises in Siegburg“.
2000 bezog die Außenstelle des Berufskollegs in Eitorf ihre neuen Räumlichkeiten an der Schoellerstraße in Eitorf.
2003 wurde aufgrund der immer weiter steigenden Schülerzahlen eine dritte Außenstelle in Neunkirchen im Gebäude der alten Grundschule errichtet.
Aktuell besuchen zusammen gut 2.700 Schüler das Berufskolleg Siegburg und seine Außenstellen in Bad Honnef, Eitorf und Neunkirchen und werden dort von etwa 130 Lehrern unterrichtet.

## Besondere Aktivitäten und Auszeichnungen
Das Berufskolleg des Rhein-Sieg-Kreises ermöglicht es Schülern an diversen Aktivitäten teilzunehmen. Diese sollen die Persönlichkeit und den Erwerb sozialer bzw. fachlicher Kompetenzen fördern.

### Aktivitäten
- Teilnahme an Kommunikationsseminaren
- Berufsorientierung
- Jährliche Ausrichtung eines Ausbildunginformationstages mit
- Unternehmen und Hochschulen aus der Region.
- Erwerb Europäischer Sprachzertifikate (DELF, Telc)
- Erwerb des Computerführerscheins ICDL
- Teilnahme an „Jugend forscht“
- Teilnahme am Projekt „Jugend und Wirtschaft“ der FAZ
- Erwerb des Deutschen Sportabzeichens
- Musizieren in der Schulband des Berufskollegs Siegburg
- Schüler helfen Schülern (ShS)
- Studienfahrten nach Prag, Rom, Paris, London, Oxford, Tirol
- Junior Projekt

### Auszeichnungen
Die Schüler des Berufskollegs des Rhein-Sieg-Kreises in Siegburg gehörten zu den Teilnehmern des Projekts „Jugend und Wirtschaft“ der FAZ.
Im Rahmen des Wettbewerbs Jugend forscht wurden gute Platzierungen erreicht. Außerdem wurde das Berufskolleg des Rhein-Sieg-Kreises in Siegburg mehrfach mit einem Schulpreis ausgezeichnet. Besonders hervorgehoben wurde dabei das überdurchschnittliche Engagement der Schule in den Naturwissenschaften.

## Ausland und Austausch
Das dreiwöchige Austauschprogramm mit der Fruita Monument High School in den USA bietet Sprachanlässe in Schule und Gastfamilie. So tauchen die Schüler in den amerikanischen Alltag ein und lernen mehr über die amerikanische Lebensweise. Ein Gegenbesuch der amerikanischen Schüler findet ebenfalls statt.
Außerdem existiert ein Austauschprogramm des Bildungsgangs Büromanagement mit Frankreich.

## Zusammenarbeit mit außerschulischen Institutionen
Das Berufskolleg des Rhein-Sieg-Kreises in Siegburg hat ein Netzwerk mit Institutionen aufgebaut. Zu den Kooperationspartnern zählen neben verschiedenen Unternehmen aus der Region (Barmer, CONET, HARIBO, Henrich, Igus, Kreissparkasse Köln, Sparda-Bank, TNT Troisdorf, VRT) auch verschiedene Hochschulen, z. B. die Hochschule Bonn-Rhein-Sieg (H-BRS).